# Zygodon microtheca
Zygodon microtheca là một loài rêu trong họ Orthotrichaceae. Loài này được Dixon ex Malta mô tả khoa học đầu tiên năm 1924.